# Manawatū-Whanganui
Die Region Manawatū-Whanganui ist flächenmäßig die zweitgrößte Verwaltungsregion der Nordinsel von Neuseeland. Die Regionsverwaltung, die ihren Sitz in Palmerston North hat, gab 2003 der Region mit Horizons Region einen neuen Namen. Der Rat nennt sich seitdem Horizons Regional Council.  Regierungsseitig und als geographischer Ort wird die Region aber weiterhin Manawatū-Wanganui und der Rat Manawatū-Whanganui Region Council genannt.

## Geographie

### Geographische Lage
Die Manawatū-Whanganui Region bedeckt mit 22.220 km² reiner Landfläche einen großen Teil des mittleren bis südlichen Bereichs der Nordinsel. Mit 222.672 im Jahr 2013 gezählten Einwohnern kommt die Region auf eine Bevölkerungsdichte von 10,0 Einwohner pro km² und ist damit die Region mit der zweitniedrigsten Bevölkerungsdichte auf der Nordinsel.
In der Region liegen zwei große Nationalparks, der Whanganui National Park und ein Teil des Tongariro National Park mit den höchsten Vulkanen des Landes, dem Mount Ruapehu, dem Mount Ngauruhoe und dem Mount Tongariro. Mit Teilen der Tararua Range und der Ruahine Range liegen zwei weitere bedeutende Gebirgszüge in der Region. Der Whanganui River ist mit Abstand der längste und bedeutendste Fluss der Region.
Zu den größten Städten der Region gehört mit Abstand mit 80.079 Einwohnern Palmerston North (2013), gefolgt von Whanganui mit 38.088 Einwohnern (2013) und Levin mit rund 19.500 Einwohnern.

### Klima
Die sonnenreichsten Gegenden des Distriktes liegen in der langgezogenen Bucht zwischen Wanganui und Levin mit zwischen 1900 und 2000 Sonnenstunden pro Jahr und an der Ostküste mit rund 1950 Stunden pro Jahr. Im Landesinneren reicht die Spanne der Sonnenstunden von 1850 bis unter 1700 je nach Lage und Bergregion. Die mittleren Tagestemperaturen im Sommer bewegen sich zwischen 17 und 22 °C, in höheren Lagen darunter. Im Winter kommen sie nicht über 6 °C hinaus. Die Niederschläge pro Jahr liegen in der Regel zwischen 1000 und 1400 mm, in höheren Lagen bis über 2000 mm hinaus.

## Geschichte
Der Manawatū-Whanganui Regional Council wurde per Verwaltungsreform im Jahr 1989 durch den Zusammenschluss des Catchment Boards, Drainage Boards, Pest Destruction Boards, United Councils und der Noxious Plant Authorities gegründet. 1999 gab sich der Manawatū-Whanganui Regional Council den Markennamen horizons.mw für die Region. Im Jahr 2003 änderte der Rat diesen Markennamen erneut in nun Horizons. Der Rat der Region tritt seit dieser Zeit als Horizons Regional Council in Erscheinung. Der geographische Name der Region hat sich damit aber nicht verändert und heißt nach wie vor Manawatū-Whanganui, was stets zu Irritationen führen kann.

## Bevölkerung

### Bevölkerungsentwicklung
Von den 222.672 Einwohnern der Region waren 2013 43.596 Einwohner Māori-stämmig (19,6 %). Damit lebten 7,3 % der Māori-Bevölkerung des Landes in der Region Manawatū-Whanganui. Das durchschnittliche Einkommen in der Bevölkerung lag 2013 bei 25.000 NZ$ gegenüber 28.500 NZ$ im Landesdurchschnitt.

### Herkunft und Sprachen
In der Volkszählung 2013 beantworteten 81,3 % die Frage nach der Zugehörigkeit zu einer ethnischen Gruppe damit, Europäer zu sein, 20,6 % gaben an, Māori-Wurzeln zu haben, 3,5 % kamen von den Inseln des pazifischen Raums und 5,1 % stammten aus Asien (Mehrfachnennungen waren möglich). 14,1 % der Bevölkerung gab an, in Übersee geboren zu sein, und 5,0 % der Bevölkerung sprachen Māori, unter den Māori 21,4 %.

## Politik

### Verwaltung
Die Region Manawatū-Whanganui besitzt einen Verwaltungsrat, der Horizons Regional Council genannt und von einem Chairman (Vorsitzenden) geführt wird. In dem Council sitzen zwölf gewählte Councillors (Ratsmitglieder), die sechs Constituencies (Wahlbezirke), Palmerston North mit vier Councillors, Manawatū-Rangitikei, Horowhenua-Kairanga und Whanganui mit jeweils zwei und Ruapehu und Tararua mit jeweils einem Councillor vertreten. Die Ratsmitglieder, die aus ihren Reihen den Vorsitzenden bestimmen, werden alle drei Jahre neu gewählt.
Des Weiteren ist die Region in zehn Distrikte und einer eigenständigen Stadt aufgeteilt:
- Palmerston North City

- Ruapehu District
- Whanganui District
- Manawatū District
- Rangitikei District (teilweise, ca. 90 %)
- Horowhenua District
- Tararua District (teilweise, ca. 98 %)

- Waitomo District (teilweise, ca. 10 %)
- Stratford District (teilweise, ca. 30 %)
- Taupō District (teilweise, ca. 1 %)

Während die Regionalverwaltung für die Binnen- und Küstengewässer, für die Häfen, für Land, Luft, Erosion, Katastrophenschutz, Transportplanung und der regionale Entwicklung verantwortlich ist, sind die Verwaltungen der Distrikte für alle anderen Belange der Bürger zuständig und die Angelegenheiten, die in einer Kommune geregelt werden müssen.

## Wirtschaft
Die Wirtschaft in der Region wird vom Land- und Gartenbau, der Viehzucht und vom Tourismus dominiert.
Die ehemalige Region Manawatū-Whanganui war für seine ländlich geprägte Wirtschaft bekannt, was in den 1920er Jahren unter anderem zur Entstehung einer Universität für Landwirtschaft geführt hat, in dem die wissenschaftliche Bebauung von Feldern und das Züchten von Tieren gelehrt wurde. Damit wollte die Regierung die beiden Regionen Canterbury und Manawatū-Whanganui als landwirtschaftliche Zentren ausbauen. 1996 gab es in der Region rund 7.216.000 Schafe. Damit hatte die Region auf der Nordinsel einen Spitzenplatz in der Statistik und im neuseelandweiten Vergleich nach Canterbury, Southland und Otago den vierten Platz.

## Verkehr
Erschlossen ist die Region durch die drei New Zealand State Highways 1, 3 und 4, die als Hauptverkehrswege die Region durchkreuzen, sowie dem State Highway 2, der die Region im Osten streift. Des Weiteren verbinden zahlreiche State Highways, deren Ordnungsnummer im zweistelligen Bereich liegen, Teile der Region miteinander.